# Ајвилингмијут
Ајвилингмијут (енгл. Aivilingmiut, или Aivilik) припадају Инуитима који традиционално живе северно од залива Хадсон у Канади, у близини Наујата (Репулс Беј), залива Честерфилд, острва Саутемптон и рта Фулертон. Они су потомци народа Туле и сматрају се јужном подгрупом Иглулик Инуита. Крајем 19. века, мигрирали су на југ да би радили међу америчким китоловцима који су ловили у заливу Хадсон.

Аивилингмиут су познати по својим запрегама паса и лову на моржеве.